# Betula occidentalis
Betula occidentalis — вид квіткових рослин з родини березових (Betulaceae). Росте у західних частинах Канади й США.

## Біоморфологічна характеристика
Це кущ чи невелике дерево до 10 метрів заввишки, розлогі. Кора темно-червонувато-коричнева до бронзової, гладка, щільно прилегла, не легко відшаровується; сочевиці бліді, горизонтально розширені. Гілочки голі чи рідко запушені, вкриті помітними червонуватими смолистими залозками. Листова пластинка від широко-яйцюватої до ромбічно-яйцюватої, 2–5.8 × 1–4.5 см, краї гостро та грубо пилчасті або неправильно подвійно пилчасті, зубці переважно довгі та гострі, базальна частина без зубців, верхівка гостра або інколи коротко-загострені; поверхні абаксіально (низ) рідко або помірно запушені, вкриті дрібними смолистими залозками. Супліддя від прямовисних до майже пониклих, циліндричні, 2–3(3.9) × 0.8–1.5 см, восени розсипаються разом із плодами. Крилатки з крилами, ширшими за тіло, найширшими біля вершини, розширеними за верхівку тіла. 2n = 28. 

## Поширення й екологія
Росте у західних частинах Канади (Онтаріо, Північно-Західні Території, Альберта, Манітоба, Британська Колумбія, Юкон, Саскачеван) та США (Аризона, Айдахо, Північна Дакота, Юта, Монтана, Колорадо, Небраска, Орегон, Невада, Аляска, Нью-Мексико, Каліфорнія, Вайомінг, Південна Дакота, Вашингтон) на висотах від 100 до 3000 метрів. Найбільш поширений у прибережних лісах, рідколіссях або чагарниках, які безпосередньо оточують водні шляхи, болота, береги озер, мокрі береги та інші вологі місця.

## Загрози й охорона
Відомих загроз немає, однак субпопуляції в Онтаріо є вразливими, а субпопуляції в Небрасці — під критичною небезпекою.

## Використання
Комерційної торгівлі цим видом немає. Він має легку, тверду, міцну та щільно зернисту деревину та використовується місцево для дров та стовпів для паркану. Корінні жителі Америки використовували деревину для весла, снігоступів і ручок для сокир, кору для каное, сумок, мензурок тощо. Кози, вівці, олені та лосі їдять цей вид. Бобри збирають стебла, щоб допомогти їм у будівництві дамб і будиночків. Широкохвостий колібрі та червонохвостий колібрі живляться соком. Цей вид використовується в лісистих прибережних буферах, щоб допомогти зменшити ерозію берегів, захистити водне середовище, покращити дику природу та збільшити біорізноманіття.

## Галерея

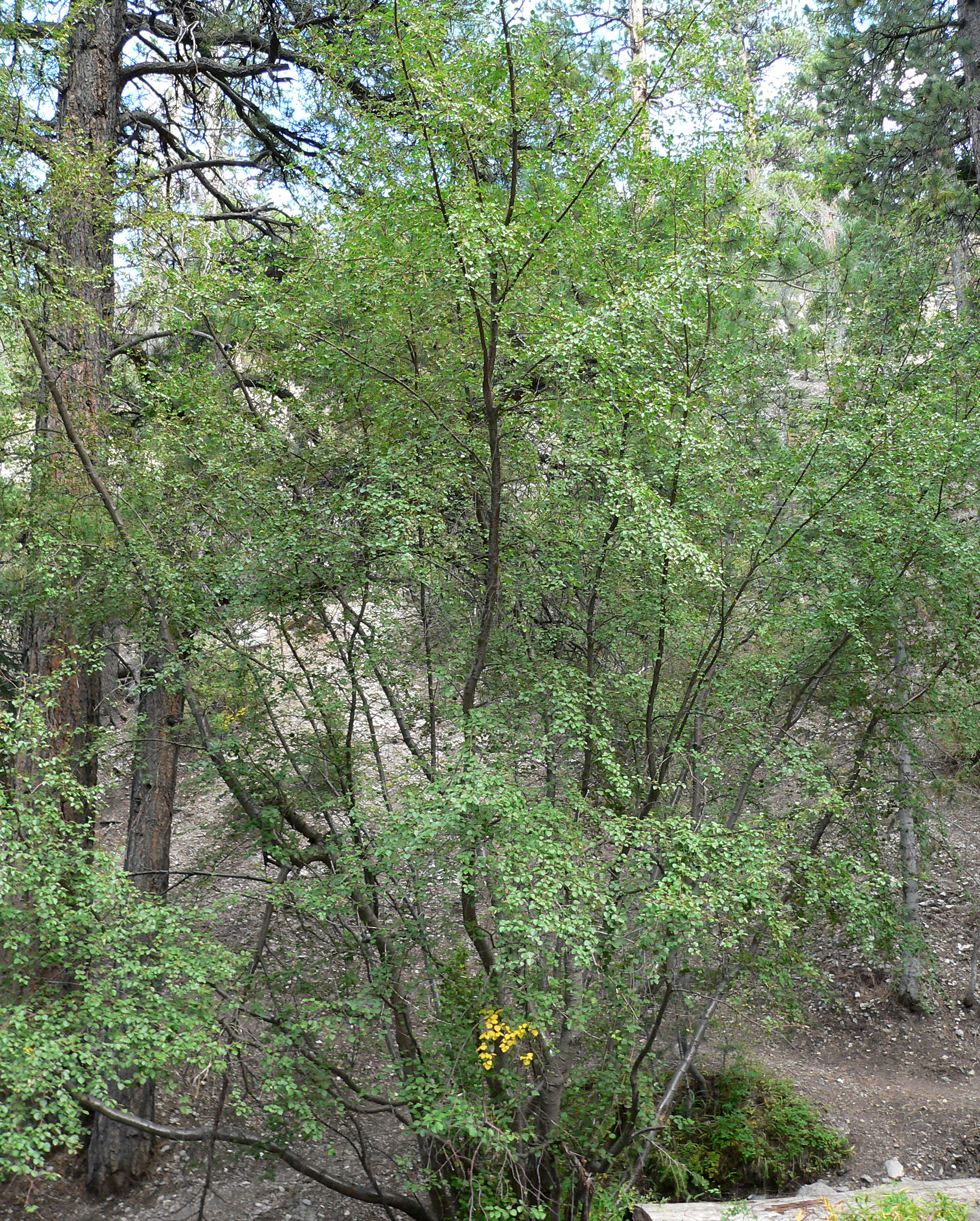
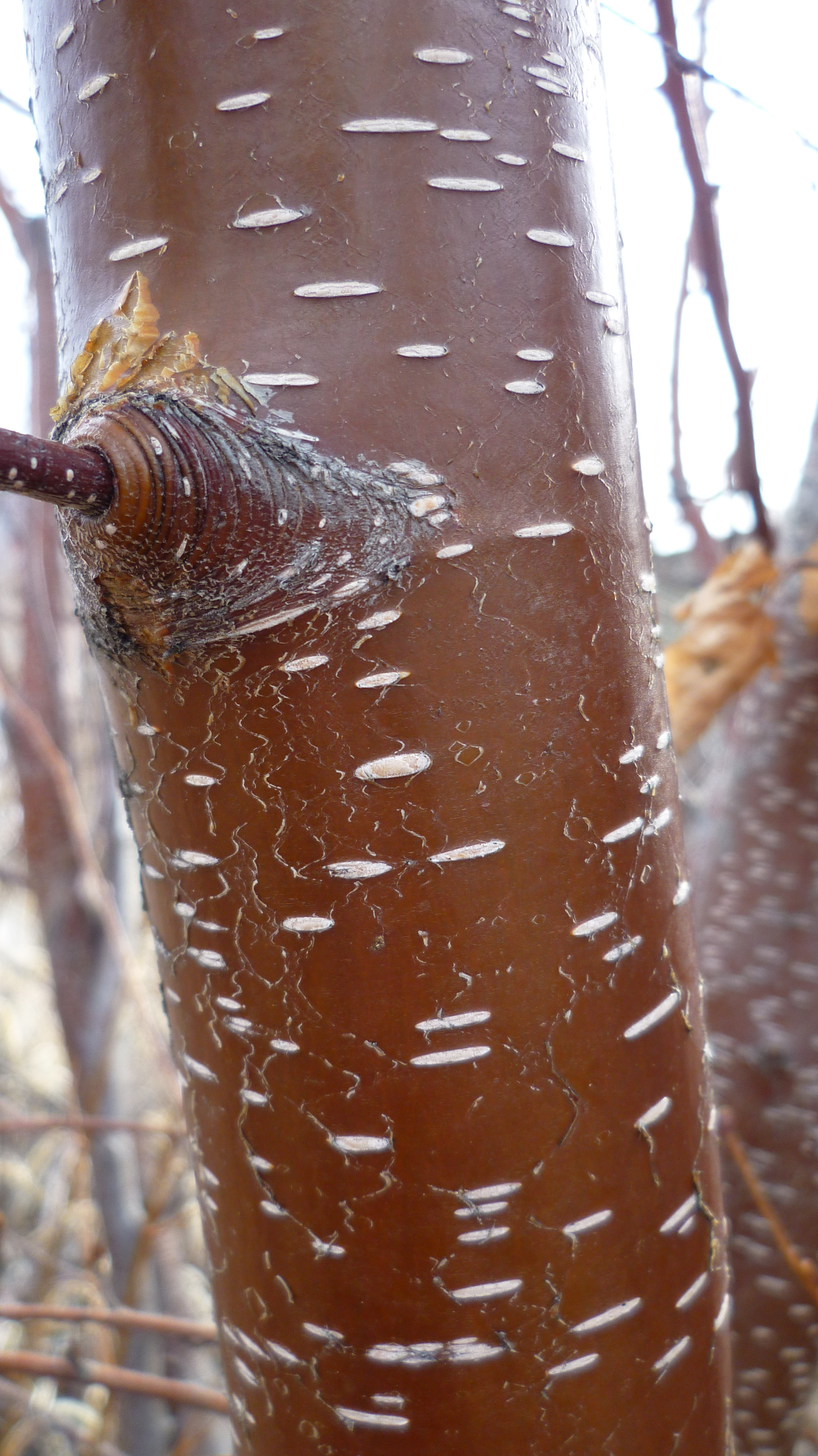
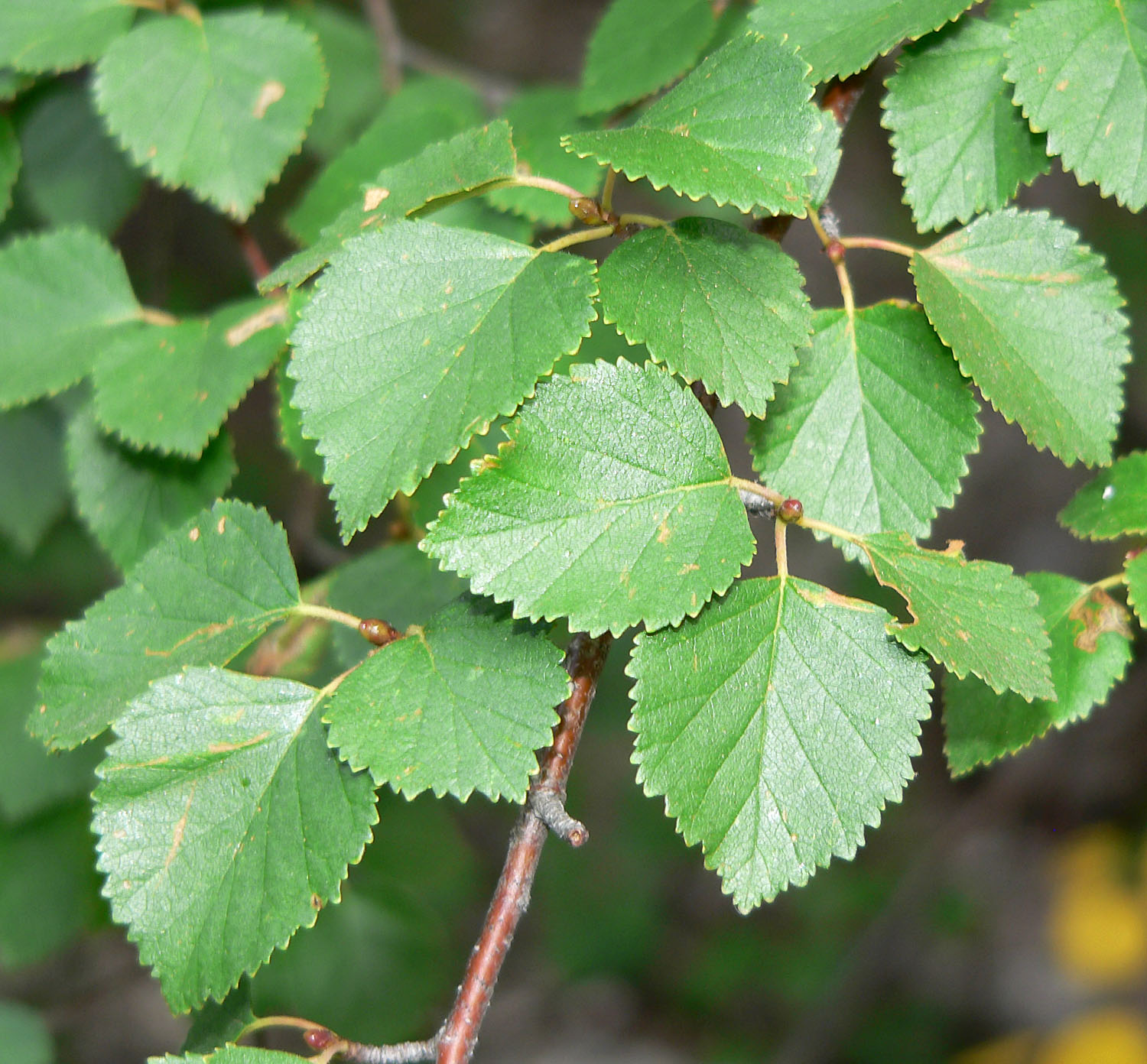
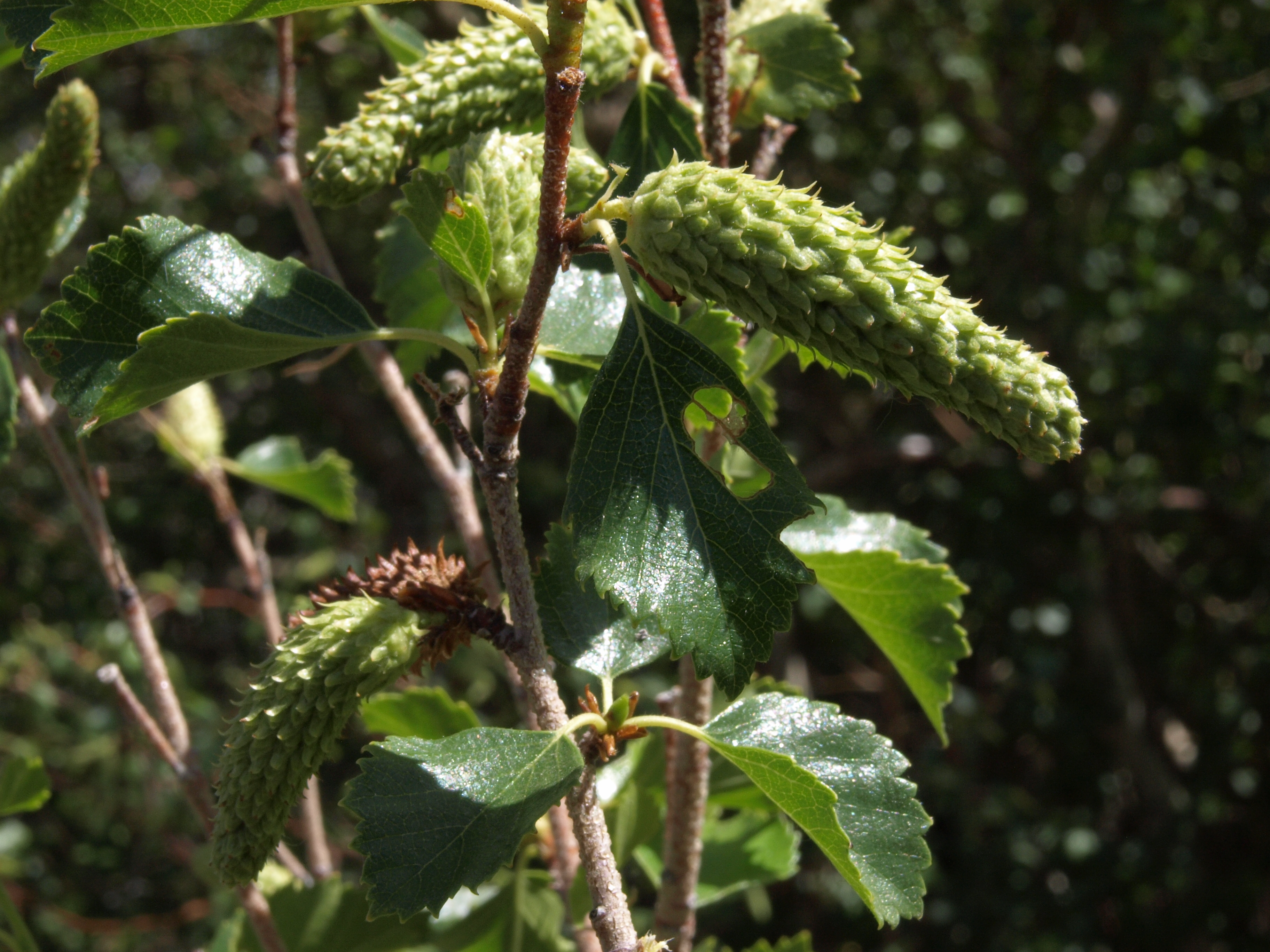
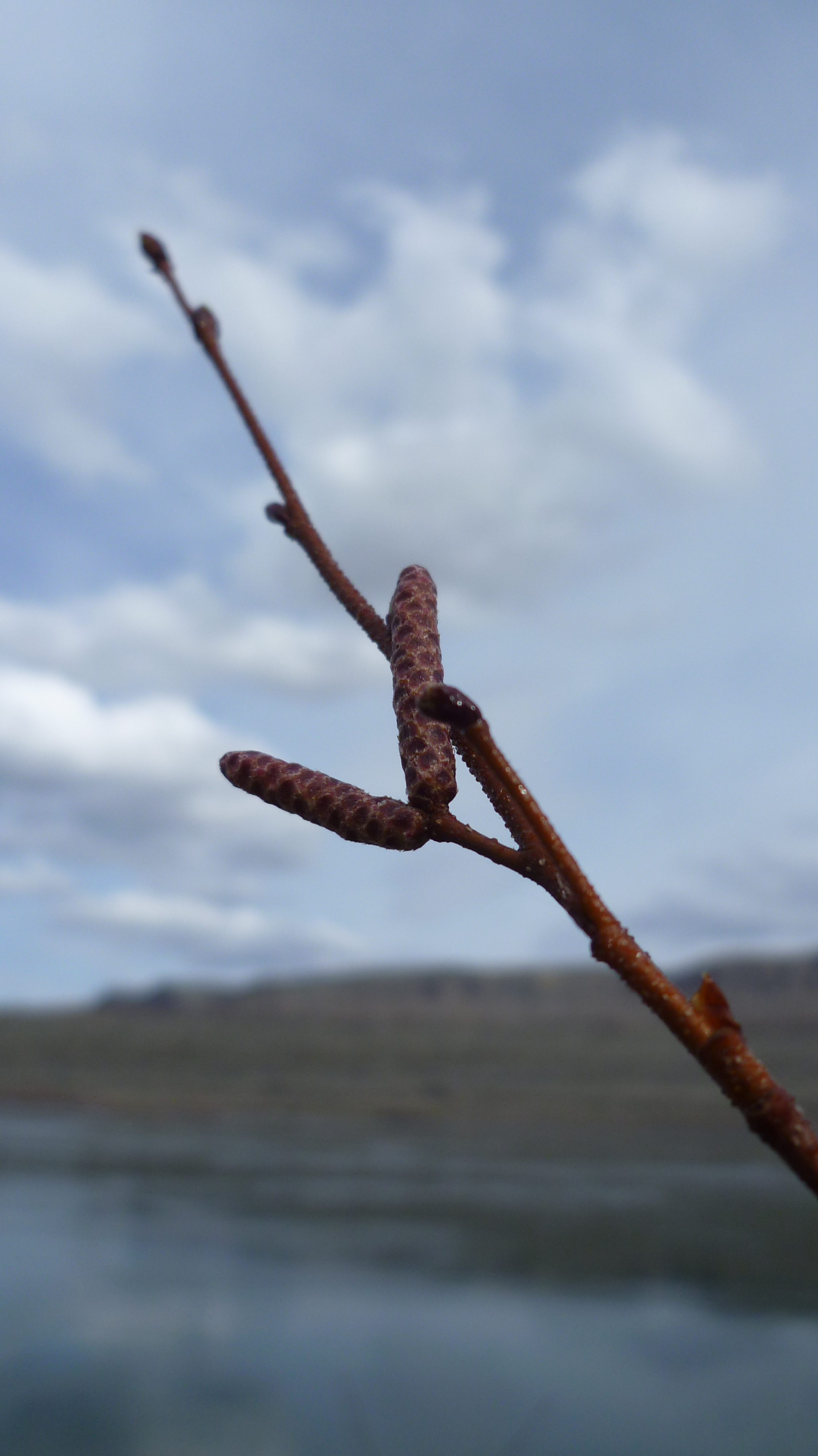